# アナスタシア・ド・トービー

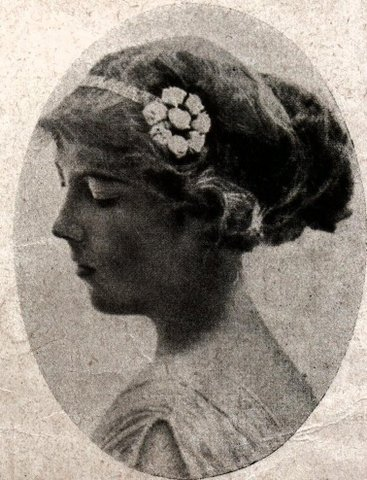
ロシア語の雑誌に掲載されたジーアの写真、1910年代半ば

アナステイジア・ミハイロヴナ・ド・トービー CBE（英語:Anastasia Mikhailovna de Torby, 1892年9月9日 - 1977年12月7日）は、ロシア系イギリス人の貴族女性。第3代准男爵ハロルド・ワーナーの妻。結婚後はレディ・ジーア・ワーナー（Lady Zia Wernher）と名乗った。ロシア語名はアナスタシヤ・ミハイロヴナ・デ・トルビ（Анастасия Михайловна де Торби）。

## 生涯
ロシア皇帝アレクサンドル3世の従弟にあたるミハイル・ミハイロヴィチ大公と、その妻のメーレンベルク伯爵夫人ゾフィーの間の長女として、ドイツのヴィースバーデンで生まれた。愛称はジーア（Zia）といった。
両親の結婚はロシア帝室の家内法に抵触する貴賤結婚だったため、間に生まれた子供たちはロシア帝室の正式な成員とは認められなかった。ジーアと妹ナデジダ（ナーダ）、弟ミハイル（1898年 - 1959年）は、母が結婚に際して伯父のルクセンブルク大公アドルフから与えられたトービー伯爵（夫人）の称号を名乗った。母方の曽祖父には小説家アレクサンドル・プーシキンがいる。
1917年7月20日にロンドンにおいて、富豪の息子サー・ハロルド・ワーナーと結婚した。ハロルドの父親の准男爵ジュリアス・ワーナーは、南アフリカ産のダイヤモンドで莫大な富を築いたドイツ系実業家だった。同年9月、イギリス王ジョージ5世の勅許状（Royal Warrant）により、ジーアは宮中席次および称号に関して伯爵令嬢と同格として扱われることになり、伯爵夫人の称号は使われないことになった。以後は、レディ・ジーアとして知られることになった。夫は1948年に准男爵位を相続した。
ジーアは夫との間にジョージ・ワーナー（1918年 - 1942年）、ジョージアナ・ワーナー（1919年 - 2011年）、マイラ・ワーナー（1925年 - ）の1男2女をもうけた。第2次世界大戦中の1942年には、一人息子を北アフリカ戦線のチュニジアで亡くしている。名馬「ブラウンジャック（Brown Jack）」号の所有者だった夫とともに馬主としても知られ、1966年には自身の所有する「シャーロットタウン（Charlottown）」号がエプソム・ダービーで優勝した。
ジーアの孫娘たちの中には、第5代アバコーン公爵の夫人アレグザンドラ（1946年 - 2018年）、その妹で第6代ウェストミンスター公爵の夫人ナターリア（1959年 - ）、その従姉妹で第17代ダルハウジー伯爵の夫人マリリン（1950年 - ）がいる。